# Pseudoentada
Pseudoentada là một chi thực vật có hoa trong họ Đậu.